# Império Centro-Africano
Império Centro-Africano foi o nome que a República Centro-Africana passou a ostentar quando o Presidente Jean-Bédel Bokassa, que havia obtido o poder após um golpe de estado, se autoproclamou Imperador Bokassa I e reinou até 1979, quando foi derrubado por David Dacko, com auxílio francês sob a Operação Barracuda e a República foi restaurada.

## História

Estandarte Imperial de Bokassa I.

Em 4 de Dezembro de 1976, um congresso da MESAN (Movimento pela Evolução Social da África Negra), o partido único da República Centro-Africana, aprovou uma nova constituição para o país. A nova constituição transformava o país em uma monarquia parlamentarista (ao menos teoricamente) e mudava o nome do país para Império Centro-Africano.
O presidente vitalício da República, Jean-Bédel Bokassa, foi proclamado imperador sob o nome de Bokassa I. O novo monarca criou sua própria família imperial e seus filhos e outros membros da família foram nomeados príncipes e princesas do império.
Um ano mais tarde, em 4 de Dezembro de 1977, Bokassa I se autocoroou em uma cerimônia suntuosa celebrada no Palácio dos Esportes em Bangui, que a partir de então, foi renomeado como Palácio da Coroação. A cerimônia custou aproximadamente 20 milhões de dólares, um quarto do orçamento anual do país, e apesar dos inúmeros convites enviados, nenhuma autoridade compareceu.